# چیکوهاکو، ناگانو
چیکوهاکو، ناگانو (به لاتین: Chikuhoku, Nagano) یک منطقهٔ مسکونی در ژاپن است که در Higashichikuma District واقع شده‌است. چیکوهاکو ۹۹٫۴۷ کیلومترمربع مساحت و ۴٬۴۸۵ نفر جمعیت دارد.